# Modern Media Center
Das Modern Media Center ist ein Wolkenkratzer in Changzhou, Volksrepublik China. Das Bauprojekt wurde im Jahr 2008 publik gemacht, die Bauarbeiten begannen im Spätsommer 2010. Das 57-stöckige Hochhaus beinhaltet fast ausschließlich Büroräume und wurde im Spätsommer 2013 vollendet. Das Richtfest wurde bereits Anfang 2013 gefeiert. Mit seiner Gesamthöhe von 332 Metern ist das Modern Media Center eines der höchsten Gebäude der Stadt und auch knapp höher als der Eiffelturm. Das Design des Hochhauses zeichnet sich durch einen quaderförmigen etwa 280 Meter hohen Baukörper aus, dessen Rücksprünge ab etwa einer Höhe 200 Metern leicht beginnen. Darüber hinaus folgt eine dünne Spitze, wodurch die Höhe von 332 Metern zustande kommt.